# 점검표
점검표(Checklist)는 확인하는 행위와 그것의 수행여부를 기록할 수 있는 네모의 목록이다.
인간의 기억력과 주의력의 한계를 넘어서는 복잡성이 있는 업무에 적용할 때, 특히 효과적이다.